# Francisco Mancebo
Francisco Mancebo Pérez (ur. 9 marca 1976 w Madrycie) – hiszpański kolarz szosowy, góral, zawodnik profesjonalnej grupy Skydive Dubai Pro Cycling Team.
Od 1998 do 2006 roku ścigał się w gronie profesjonalistów, późniejszego UCI ProTour.
W roku 2006 został wykluczony ze startu w Tour de France w związku z zamieszaniem w aferę dopingową Operación Puerto.

## Najważniejsze osiągnięcia
- 2000
  - 9. miejsce w Tour de France
- 2002
  - 1. miejsce w Vuelta a Burgos
  - 7. miejsce w Tour de France
- 2003
  - 1. miejsce w Classique des Alpes
  - 1. miejsce w Vuelta a Castilla y León
  - 10. miejsce w Tour de France
  - 5. miejsce w Vuelta a España
- 2004
  -  1. miejsce w mistrzostwach Hiszpanii (start wspólny)
  - 1. miejsce na 6. etapie Deutschland Tour
  - 6. miejsce w Tour de France
  - 3. miejsce w Vuelta a España
- 2005
  - 3. miejsce w Vuelta a España
    - 1. miejsce na 10. etapie

  - 4. miejsce w Tour de France
  - 2. miejsce w Japan Cup
- 2007
  - 1. miejsce w Vuelta Chihuahua Internacional
- 2008
  - 1. miejsce w Vuelta Chihuahua Internacional
- 2009
  - 1. miejsce na 1. etapie Dookoła Kalifornii
  - 1. miejsce w Vuelta a Asturias
    - 1. miejsce na 4. etapie

  - 1. miejsce w Tour of Utah
    - 1. miejsce na 1. etapie

  -  1. miejsce w mistrzostwach Hiszpanii (maraton górski)
- 2010
  -  1. miejsce w mistrzostwach Hiszpanii (maraton górski)
  - 2. miejsce w Tour of Utah
- 2011
  - 1. miejsce w Redlands Bicycle Classic
    - 1. miejsce na 1. etapie

  - 1. miejsce w Sea Otter Classic
    - 1. miejsce na 2. i 3. etapie

  - 1. miejsce w Tour of the Gila
    - 1. miejsce na 1. i 5. etapie

  - 1. miejsce w Tour de Beauce
    - 1. miejsce na 3. etapie

  - 1. miejsce w Cascade Cycling Classic
    - 1. miejsce na 2. etapie
- 2012
  - 1. miejsce w Cascade Cycling Classic
    - 1. miejsce na 1. etapie

  - 1. miejsce na 1. etapie Tour de Beauce
- 2013
  - 1. miejsce w Redlands Bicycle Classic
    - 1. miejsce na 4. etapie

  - 2. miejsce w Vuelta a Castilla y León
  - 1. miejsce na 3. etapie Tour de Beauce
  - 1. miejsce na 6. etapie Tour of Utah
- 2014
  - 3. miejsce w Tour of Thailand
  - 1. miejsce w Tour de Kumano
    - 1. miejsce na 2. etapie
- 2015
  - 1. miejsce w Tour of Egypt
    - 1. miejsce na 1. etapie
- 2021
  - 1. miejsce w Oita Urban Classic